# Burgos-BH/2024
Deze pagina geeft een overzicht van de Burgos-BH-wielerploeg in 2024.

## Algemene gegevens
Teammanager: Julio Andres Izquierdo
Ploegleiders: Santiago Barranco, David Cantera Asorey, Damien Garcia, Rubén Pérez
Fietsmerk: BH

## Renners
| Naam                  | Geboortedatum | Nationaliteit | Ploeg 2023                      |
| --------------------- | ------------- | ------------- | ------------------------------- |
| Clément Alleno        | 08-10-2000    | Frankrijk     |                                 |
| Rodrigo Alvarez       | 24-08-1999    | Spanje        |                                 |
| Antonio Angulo        | 18-02-1992    | Spanje        |                                 |
| Mario Aparicio        | 23-04-2000    | Spanje        |                                 |
| Jetse Bol             | 08-09-1989    | Nederland     |                                 |
| Georgios Bouglas      | 17-11-1990    | Griekenland   | Matrix Powertag                 |
| Sergio Geovani Chumil | 08-10-2000    | Guatemala     | Club Ciclista Padronés-Cortizo  |
| David Delgado         | 13-07-2000    | Spanje        | Club Ciclista Padronés-Cortizo  |
| José Manuel Díaz      | 18-01-1995    | Spanje        |                                 |
| Jesús Ezquerra        | 30-11-1990    | Spanje        |                                 |
| Eric Antonio Fagúndez | 19-08-1998    | Uruguay       |                                 |
| Sinuhé Fernández      | 15-06-2000    | Spanje        | Club Ciclista Padronés-Cortizo  |
| Alejandro Franco      | 26-09-2001    | Spanje        |                                 |
| Ángel Fuentes         | 05-11-1996    | Spanje        |                                 |
| Aaron Gate            | 26-11-1990    | Nieuw-Zeeland | Bolton Equities Black Spoke     |
| George Jackson        | 20-02-2000    | Nieuw-Zeeland | Bolton Equities Black Spoke     |
| Victor Langellotti    | 07-06-1995    | Monaco        |                                 |
| Sebastián Mora        | 19-02-1988    | Spanje        |                                 |
| Ander Okamika         | 02-04-1993    | Spanje        |                                 |
| Óscar Pelegrí         | 30-05-1994    | Spanje        |                                 |
| Jambaljamts Sainbayar | 04-09-1996    | Mongolië      | Terengganu Polygon Cycling Team |
| Karel Vacek*          | 09-09-2000    | Tsjechië      | Team Corratec-Selle Italia      |

* vanaf 9/2

### Stagiairs
Per 1 augustus 2024
| Naam               | Geboortedatum | Nationaliteit | Vorige ploeg                   |
| ------------------ | ------------- | ------------- | ------------------------------ |
| Francesc Bennassar | 08-07-2002    | Spanje        | Club Ciclista Padronés-Cortizo |
| Marc Cabedo        | 28-01-2002    | Spanje        | Club Ciclista Padronés-Cortizo |
| Martín Rey         | 11-03-2003    | Spanje        | Club Ciclista Padronés-Cortizo |

### Vertrokken
| Naam                   | Geboortedatum | Nationaliteit | Ploeg 2024           |
| ---------------------- | ------------- | ------------- | -------------------- |
| Andrés Ardila          | 02-06-1999    | Colombia      | Nu Colombia Ciclismo |
| Cyril Barthe           | 14-02-1996    | Frankrijk     | Groupama-FDJ         |
| Miguel Ángel Fernández | 21-03-1997    | Spanje        | Equipo Kern Pharma   |
| Ángel Madrazo          | 30-06-1988    | Spanje        | Gestopt              |
| Daniel Navarro         | 18-07-1983    | Spanje        | Gestopt              |
| Felipe Orts            | 01-04-1995    | Spanje        | ?                    |
| Manuel Peñalver        | 10-12-1998    | Spanje        | Polti-Kometa         |
| Pelayo Sanchez         | 27-03-2000    | Spanje        | Movistar Team        |

## Overwinningen
| Nationale kampioenschappen wielrennen Guatemala - wegrit: Sergio Geovani Chumil Mongolië - tijdrit: Jambaljamts Sainbayar Nieuw-Zeeland - wegrit: Aaron Gate Oceanisch kampioenschap- tijdrit: Aaron Gate New Zealand Cycle Classic 1e etappe: Aaron Gate* 3e etappe: Aaron Gate* 4e etappe: Aaron Gate* 5e etappe: Aaron Gate* Eindklassement: Aaron Gate* Ronde van Sharjah 4e etappe: Mario Aparicio Ploegenklassement: *1) | Ronde van Griekenland Ploegenklassement: *2) Ronde van het Qinghaimeer 2e etappe: Eric Fagúndez 4e etappe: Mario Aparicio 8e etappe: Eric Fagúndez Bergklassement: Mario Aparicio Ronde van Portugal 3e etappe: Sergio Chumil Trans-Himalaya Cycling Race Eindklassement: Aaron Gate Ploegenklassement: *3) | Ronde van Hainan 3e etappe: Aaron Gate 4e etappe: Aaron Gate Eindklassement: Aaron Gate Puntenklassement: Aaron Gate Ploegenklassement: *4) Ronde van Langkawi Bergklassement: Mario Aparicio |

* als lid van het landenteam
*1) Ploeg Ronde van Sharjah: Aparicio, Ezquerra, Franco, Fuentes, Pelegrí, Sainbayar
*2) Ploeg Ronde van Griekenland: Angulo, Aparicio, Bouglas, Gate, Jackson, Langellotti
*3) Ploeg Trans-Himalaya Cycling Race: Álvarez, Bouglas, Fernández, Gate, Jackson, Sainbayar
*4) Ploeg Ronde van Hainan: Álvarez, Bouglas, Díaz, Fagúndez, Gate, Jackson, Sainbayar
Bingoal WB · Burgos-BH · Caja Rural-Seguros RGA · Equipo Kern Pharma · Euskaltel-Euskadi · Israel-Premier Tech · Lotto Dstny · Polti Kometa · Q36.5 Pro Cycling Team · TDT-Unibet Cycling Team · Team Corratec-Vini Fantini · Team Flanders-Baloise · Team Novo Nordisk · TotalEnergies · Tudor Pro Cycling Team · Uno-X Mobility · VF Group-Bardiani CSF-Faizanè
2006 · 2007 · 2008 · 2009 · 2010 · 2011 · 2012 · 2013 · 2014· 2015· 2016· 2017· 2018· 2019· 2020· 2021 · 2022 · 2023 · 2024 · 2025